# Jan Nonhof
Jan Nonhof (Monster, 9 december 1947) is een Nederlands (stem)acteur en voormalig toneel- en dialoogregisseur.

## Carrière
Hoewel hij jarenlang bij theatergezelschappen als de Haagse Comedie heeft gespeeld en ook in vrije producties (met onder anderen Willem Nijholt en Anne Wil Blankers), is Nonhof de laatste jaren voornamelijk actief in het nasynchronisatiewerk als acteur en regisseur. Als stemacteur deed hij onder meer de stem van de Pokémon Meowth, de stem van Octo Tentakel in de serie SpongeBob SquarePants, de stem van Denzel Crocker in The Fairly OddParents, de stem van Jerry in Totally Spies! en de stem van Dagobert Duck in de serie DuckTales (2017).
Nonhof won in 2009 de Zilveren Koe voor zijn bijdrage aan het niveau van de nasynchronisatie in Nederland. Andere winnaars van deze prijs zijn Paul van Gorcum (2004), Marjolein Algera (2005), Fred Meijer (2006) en Maria Lindes (2010).

## Nasynchronisatie

### Animatieseries
| Programma                             | Periode              | Stem                                                                             |
| ------------------------------------- | -------------------- | -------------------------------------------------------------------------------- |
| Sailor Moon                           | 1992-1997            | Artemis en Kunzite (aflevering 19-23)                                            |
| Theodoor de Sleepboot                 | 1993-2001            | Verteller                                                                        |
| Montana Jones                         | 1994-1995            | Slam                                                                             |
| Hey Arnold!                           | 1996-2002            | Mr. Simmons en Ernie Potts                                                       |
| Donkey Kong Country                   | 1997-2000            | King K. Rool (Nederlands: Koning Wreed)                                          |
| Pokémon                               | 1997-2006            | Meowth                                                                           |
| Waterschapsheuvel                     | 1999-2001            | Holly                                                                            |
| Dierendokter Tom                      | 2000-2001            | Dierenverkoper Lionel                                                            |
| Hamtaro                               | 2000-2006            | Oxnard                                                                           |
| Digimon                               | 2000-2007            | Gabumon, Puppetmon, Vademon, Andromon, Whamon, Myotismon Black Wargreymon Gennai |
| Totally Spies!                        | 2001-2008 2013-heden | Jerry                                                                            |
| The Fairly OddParents                 | 2001-2017            | Denzel Q. Crocker Juandissimo                                                    |
| Wunschpunsch                          | 2002-2003            | Boebonnik                                                                        |
| SpongeBob SquarePants                 | 2002-2023            | Octo Tentakel Potty de papegaai                                                  |
| Tutenstein                            | 2003-2008            | Sekhem, Horus                                                                    |
| Winx Club                             | 2004-heden           | Koning Radius Prof. Saladin                                                      |
| W.I.T.C.H.                            | 2005                 | Overige stemmen                                                                  |
| Catscratch                            | 2005-2007            | Hovis                                                                            |
| Johnny Test                           | 2005-2014            | Hugh Test (Johnny's vader)                                                       |
| Kappa Mikey                           | 2006-2008            | Ozu                                                                              |
| Galactik Football                     | 2006-2011            | Clamp                                                                            |
| Inazuma Eleven                        | 2008-2011            | Chester                                                                          |
| True Jackson, VP                      | 2008-2011            | Max Madigan                                                                      |
| iCarly                                | 2009-2012            | Mr Howard                                                                        |
| Fanboy en Chum Chum                   | 2009-heden           | Mr. Mufflin                                                                      |
| Jimmy Two-Shoes                       | 2009-heden           | Lucius Linkus de 7e                                                              |
| Inazuma Eleven                        | 2010-heden           | Chester                                                                          |
| Kung Fu Panda: Verhalen vol Superheid | 2011-heden           | Meester Shifu                                                                    |
| Hotel 13                              | 2012-2014            | Professor Magellaan                                                              |
| Star vs. de Kracht van het Kwaad      | 2016-2019            | Koning Vlinder                                                                   |
| Miraculous                            | 2016-heden           | Mister Fu                                                                        |
| Ducktales                             | 2017-heden           | Dagobert Duck                                                                    |
| Huize Herrie                          | 2018-2021            | Flip en meerdere stemmen                                                         |
| Forky Asks a Question                 | 2019                 | Old Timer                                                                        |
| Kamp Koral                            | 2020-2021            | Octo Tentakels                                                                   |
| De Smurfen                            | 2021                 | Grote Smurf                                                                      |
| Monsters at Work                      | 2021                 | Professor Knight                                                                 |

### Films
| Film                                         | Jaar  | Stem                                       |
| -------------------------------------------- | ----- | ------------------------------------------ |
| Het Dappere Broodroostertje                  | 1987  | Airco                                      |
| Pinokkio                                     | 1995  | Jantje Fatsoen                             |
| Pokémon 1: Mewtwo tegen Mew                  | 2000  | Meowth                                     |
| Het mysterie van de feeënprins               | 2001  | De Raaf                                    |
| Pokémon 2: Op eigen kracht                   | 2001  | Meowth                                     |
| Pokémon 3: In de greep van Unown             | 2001  | Meowth                                     |
| Atlantis: De verzonken stad                  | 2001  | Moliere                                    |
| Pokémon-filmspecial: De terugkeer van Mewtwo | 2002  | Meowth                                     |
| The Polar Express                            | 2004  | de machinist                               |
| The Incredibles                              | 2004  | Meneer Huff                                |
| Terkel in de shit                            | 2004  | oom Sjoerd                                 |
| Spongebob Squarepants : De Film              | 2005  | Octo                                       |
| Cars                                         | 2006  | Chick Hicks                                |
| Barnyard                                     | 2007  | Dag the Coyote                             |
| True Jackson                                 | 2008  | Meneer Madigan                             |
| Bliksemschutters                             | 2010  | Rudi                                       |
| iParty with Victorious                       | 2011  | Mr. Howard                                 |
| Hotel 13                                     | 2012- | Professor Magellan                         |
| Monsters University                          | 2013  | Professor Knight                           |
| Big Hero 6                                   | 2015  | Butler Heathcliff & Freds vader (Stan Lee) |
| The SpongeBob Movie: Sponge Out of Water     | 2015  | Octo                                       |
| Zootropolis                                  | 2016  | Overige stemmen                            |
| Vaiana                                       | 2016  | Kipman                                     |
| Cars 3                                       | 2017  | Chick Hicks                                |
| Coco                                         | 2017  | Papá Julio                                 |
| Hey Arnold!: The Jungle Movie                | 2018  | Meneer Simmons                             |
| Incredibles 2                                | 2018  | Reflux                                     |
| Casper en Emma op jacht naar de schat        | 2019  | Alfred                                     |
| Toy Story 4                                  | 2019  | Melephant Brooks                           |
| The Angry Birds Movie 2                      | 2019  | Steve                                      |
| The SpongeBob Movie: Sponge on the Run       | 2020  | Octo                                       |

### Spellen
| Spel                                              | Jaar | Stem                         |
| ------------------------------------------------- | ---- | ---------------------------- |
| Link: De Gezichten van het Kwaad                  | 1993 | Gwonam                       |
| Harry Potter en de Steen der Wijzen               | 2001 | Professor Sneep en Voldemort |
| Harry Potter en de Geheime Kamer                  | 2002 | Professor Sneep en Aragog    |
| Harry Potter en de Vuurbeker                      | 2005 | Voldemort                    |
| Harry Potter en de Orde van de Feniks             | 2007 | Professor Sneep              |
| Harry Potter en de Halfbloed Prins                | 2009 | Professor Sneep              |
| Professor Layton en de Melodie van het Spook      | 2011 | Jean Descole                 |
| Professor Layton en het Masker der Wonderen       | 2012 | Jean Descole                 |
| Professor Layton en de Erfenis van de Azran       | 2013 | Jean Descole                 |
| Professor Layton vs. Phoenix Wright: Ace Attorney | 2014 | Newton Belduke               |

## Televisie
| Programma                    | Personage                                        | Aflevering                                                                                         | Periode   |
| ---------------------------- | ------------------------------------------------ | -------------------------------------------------------------------------------------------------- | --------- |
| Prettig geregeld             | Rol onbekend                                     | Voor de dieren van alle gezindten Zeg dan ook eens nee Laat los, laat los jij Rollenspel Hanna 50! | 1991      |
| Suite 215                    | Rol onbekend                                     | Escort                                                                                             | 1992      |
| Medisch Centrum West         | Hendrik Hartman                                  | Verboden liefde                                                                                    | 1993      |
| Flodder                      | Nare Buurman                                     | Korte metten                                                                                       | 1993      |
| Vrienden voor het Leven      | Gemeenteambtenaar                                | Welkom Thuis                                                                                       | 1993      |
| Onderweg naar Morgen         | Dr. David Keyser                                 | 44, 126, 129                                                                                       | 1994      |
| Goede tijden, slechte tijden | Ben Schuit Bernard van Beek Meneer van Breukelen | 116, 117, 519, 520, 521, 525, 793, 796, 798, 800                                                   | 1991-1994 |
| SamSam                       | Meneer de Geus                                   | Plaats vergaan                                                                                     | 1994      |
| Bureau Kruislaan             | Rol onbekend                                     | Wanhoopsdaden                                                                                      | 1995      |
| Tegen wil en dank            | Harry Persoon                                    | Functioneel bloot                                                                                  | 1995      |
| Goudkust                     | Elmer de Bock                                    | 39, 41, 43-45, 47-57, 60-67                                                                        | 1996      |
| Het Zonnetje in Huis         | Belastingmedewerker                              | Rennen voor Connie                                                                                 | 1999      |
| Oppassen!!!                  | Thijs Pieterse                                   | Timing                                                                                             | 1999      |